# Saison 1980-1981 du Boucau stade
 (août 2010).
Cette page présente la saison 1980-1981 du Boucau Tarnos stade en championnat de France de rugby à XV de 1re division groupe A.

## Transfert
| Joueur           | Poste                      | Destination               |
| Mujica           | 3e ligne                   | AS Bayonne                |
| Sarcou           | demi de mêlée              | AS Bayonne                |
| Jacques Fanen    | demi d'ouverture ou centre | Biarritz olympique        |
| Arnaud Elissalde | Entraîneur                 | retour au Stade Rochelais |

| Joueur                    | Poste         | Destination                                      |
| Jean-Baptiste Saldubéhère | 3e ligne      | Garazi                                           |
| Michel Aïspurua           | demi de mêlée | Capbreton                                        |
| Gardera                   | 3e ligne      | revient d'Ondres                                 |
| J-M Destribats            | ailier        | revient de l'Association sportive Mérignac rugby |

## La saison
- Poule : Grenoble, Brive, Graulhet, Lourdes, Bégles, Bourg en Bresse, La Rochelle, Bagnères & Chambéry (champion de groupe B 1980).

| Adversaires     | Résultats Domicile | Résultats Extérieur |
| Grenoble        | Gagné 18 à 12      | Perdu 13 à 6        |
| Brive           | Gagné 12 à 8       | Perdu 18 à 12       |
| Graulhet        | Gagné 6 à 0        | Perdu 29 à 6        |
| Chambéry        | Gagné 20 à 0       | Gagné 6 à 31        |
| Lourdes         | Gagné 3 à 0        | Perdu 13 à 3        |
| Bègles          | Gagné 30 à 13      | Perdu 18 à 12       |
| Bourg en Bresse | Gagné 37 à 10      | Perdu 13 à 0        |
| La Rochelle     | Gagné 33 à 16      | Gagné 4 à 6         |
| Bagnères        | Gagné 15 à 9       | Perdu 16 à 12       |

La plus belle équipe du Boucau-Stade (vote des abonnés du club pour ses 90 ans).
Le BS reste invaincu sur le Plateau de Piquessary et remporte 2 victoires à l'extérieur (Chambéry et La Rochelle). Le club se classera 8e de France à l’issue de la phase qualificative.
Le match de la saison est la réception de Grenoble. Après un match aller "houleux" où le capitaine Yanci fut mis KO par un coup de pied volontaire d'un Grenoblois, les Boucalais sont revanchards. Deux mêlées à 5 mètres enfoncées seront la plus belle des réponses pour une victoire qui ravira le public local pour une victoire 18 à 12.
Le BS se qualifie pour les 16èmes de Finale et chute à Marmande contre Brive 15 à 12 après un drop "assassin" de Thiot à la 79e alors que tout le monde attend les prolongations.
| Poste            | Joueurs                                      |
| 1re ligne        | Gaye, M.Mays, Yanci                          |
| 2e ligne         | Jean Condom, Mandin                          |
| 3e ligne         | Larrayos, Barragué, J.Rouet                  |
| demi de mêlée    | Aizpurua (cap)                               |
| demi d'ouverture | Pouyau                                       |
| 3/4              | Sanglar, M.Dacharry, Teillagorry, P.Peytavin |
| arrière          | Larrieste                                    |

## Meilleurs marqueurs de points et d'essais
| classement | Joueur | Points |
| 1          | Pierre Teillagorry | 127    |
| 2          | Didier Pouyau | 39     |
| 3          | Philippe Mandin | 21     |
| 4          | Michel Larrayos | 20     |
| 5          | Pierre Peytavin & Gilles Larrieste                                                                                                | 12     |
| 7          | José Foncillas | 8      |
| 8          | Gérard Novion, Jean-Michel Yanci, Jean-Paul Betbeder, Henry Gaye, Michel Aïzpurua, Jean-Marc Dupin, Michel Mays & Michel Dacharry | 4      |

| classement | Joueur | Essais |
| 1          | Michel Larrayos | 5      |
| 2          | Pierre Teillagorry & Didier Pouyau                                                                                                | 4      |
| 4          | Gilles Larrieste, Philippe Mandin & Pierre Peytavin                                                                               | 3      |
| 7          | José Foncillas | 2      |
| 8          | Gérard Novion, Jean-Michel Yanci, Jean-Paul Betbeder, Henry Gaye, Michel Aïzpurua, Jean-Marc Dupin, Michel Mays & Michel Dacharry | 1      |

## Le Challenge de l'Espérance
Cette même année, le BS remporte le Challenge de l'Espérance en dominant Vic en Bigorre à Dax 44 à 12 avec 7 essais à la clé.
Pour ce faire les noirs avaient éliminé : Biarritz (16 à 7) à Bayonne en 8e, Bagnéres (13 à 10) à Mont de Marsan en 1/4 et Castres à Marmande en 1/2 finale (23 à 12).
| Poste            | Joueurs                                                    |
| 1re ligne        | Gaye, M.Mays, Yanci                                        |
| 2e ligne         | J.Condom, Convert                                          |
| 3e ligne         | Larrayos, Mandin, Barragué (puis J.Rouet)                  |
| demi de mêlée    | Aizpurua (cap)                                             |
| demi d'ouverture | Pouyau                                                     |
| 3/4              | Sanglar, M.Dacharry, Betbeder (puis J-M Dupin), P.Peytavin |
| arrière          | Larrieste                                                  |

## Effectif
| Rang | Nom                       | Poste                       | parcours               |
| 1    | Henry Gaye                | Pilier                      | formé au club          |
| 2    | Jean-Michel Yanci         | Pilier                      | formé au club          |
| 3    | Bernard Hauciart          | Pilier                      | Bayonne                |
| 4    | Jean-Jacques Millox       | Pilier                      | formé au club          |
| 5    | Michel Mays               | Talonneur ou 3e ligne aile  | formé au club          |
| 6    | Arnaud Daragnès           | Talonneur et entraîneur     | Tyrosse                |
| 7    | Jean Condom               | 2e ligne                    | formé au club          |
| 8    | José Tiburce              | 2e ligne                    | formé au club          |
| 9    | Garcia                    | 2e ligne                    |                        |
| 10   | Jean-Jacques Convert      | 2e ligne                    | Vient du Basket Orthez |
| 11   | Michel Larrayos           | 3e ligne aile               | Bayonne                |
| 12   | Jean-Baptiste Saldubéhère | 3e ligne                    | Garazi                 |
| 13   | Christian Barragué        | 3e ligne ou 2e ligne        | Bayonne                |
| 14   | Gérard Novion             | 3e ligne aile               | formé au club          |
| 15   | Philippe Mandin           | 3e ligne centre ou 2e ligne | formé au club          |
| 16   | Jacques Rouet             | 3e ligne aile               | Bayonne                |

| Rang | Nom                | Période           | Parcours                                 |
| 17   | Philippe Dacharry  | Demi de mêlée     | formé au club                            |
| 18   | Michel Aizpurua    | Demi de mêlée     | formé au club, puis Bayonne et Capbreton |
| 19   | Didier Pouyau      | Ouvreur           | formé au club                            |
| 20   | Michel Dacharry    | Ouvreur ou centre | formé au club                            |
| 21   | Pierre Teillagorry | Ouvreur ou centre | Bayonne                                  |
| 22   | Jean-Luc Apaty     | Centre            | formé au club                            |
| 23   | Louis Damestoy     | Centre ou Ailier  | formé au club                            |
| 24   | Jean-Paul Betbeder | Centre            | formé au club                            |
| 25   | Pierre Peytavin    | Ailier            | formé au club                            |
| 26   | Jean-Marc Dupin    | Ailier            | formé au club                            |
| 27   | Gardera            | 3e ligne          | formé au club puis Ondres                |
| 28   | José Foncillas     | Arrière           | formé au club                            |
| 29   | Gilles Larrieste   | Arrière ou ailier | A.S.Bayonne                              |
| 30   | Sanglar            | Ailier            | formé au club                            |

## La Nationale B (équipe 2 du club)
Et la Nationale B (équipe 2 du club) est éliminée en 1/4 de finale du Championnat de France par Bayonne (12 à 18) à Saint-Jean-de-Luz.
En 16e, l'équipe 2 du BS avait éliminé Nice (21 à 13) et en 8e, les Noirs avaient dominé le RCF (17 à 12) à Poitiers.
| Poste            | Joueurs                                                |
| 1re ligne        | Millox, Pascal, Hauciart                               |
| 2e ligne         | Francis Réal, Tiburce                                  |
| 3e ligne         | Garcia, Gardera, J-B Saldubéhère                       |
| demi de mêlée    | Philippe Dacharry                                      |
| demi d'ouverture | Dongieux                                               |
| 3/4              | J-M Dupin, Sanglar, Henry Damestoy, Christain Dacharry |
| arrière          | Lesca                                                  |